# Trichogrammatoidea simmondsi
Trichogrammatoidea simmondsi är en stekelart som beskrevs av Nagaraja 1979. Trichogrammatoidea simmondsi ingår i släktet Trichogrammatoidea och familjen hårstrimsteklar.
Artens utbredningsområde är:
- Ghana.
- Kenya.
- Malawi.

Inga underarter finns listade i Catalogue of Life.